# Liste der Bischöfe von Kamjanez-Podilskyj
Die folgenden Personen waren Bischöfe des römisch-katholischen Bistums Kamjanez-Podilskyj in der Ukraine:
| Name                                                        | Zeit          |
| ----------------------------------------------------------- | ------------- |
| Wilhelm OP                                                  | 1386          |
| Rokozjusz                                                   | 1378–1398     |
| Alexander                                                   | 1406–1411     |
| Andrzej von Basel                                           | 1411–1413     |
| Zbigniew von Łapanowa                                       | 1414–1427     |
| Matthias                                                    | 1427          |
| Paweł von Bojańczyce                                        | 1428–1453     |
| Mikołaj Łabuński                                            | 1453–1467     |
| Mikołaj Leśniowski                                          | 1468–1469     |
| Mikołaj Próchnicki                                          | 1469–1479     |
| Maciej von Stara Łomża                                      | 1483–1490     |
| Piotr von Lesiowa                                           | 1492–ca. 1500 |
| Jan Próchnicki                                              | 1493          |
| Piotr Powała                                                | 1502          |
| Andrzej Chodecki                                            | 1501–1507     |
| Jakub Buczacki                                              | 1510–1518     |
| Wawrzyniec Międzyleski                                      | 1521–1529     |
| Piotr Gamrat                                                | 1531–1535     |
| Sebastian Branicki                                          | 1536–1538     |
| Jan Wilamowski                                              | 1539–1540     |
| Mikołaj Dzierzgowski                                        | 1541–1542     |
| Jan Dziaduski                                               | 1542–1543     |
| Andrzej Zebrzydowski                                        | 1543–1545     |
| Jan Drohojowski                                             | 1545–1546     |
| Benedykt Izdbieński                                         | 1546          |
| Leonard Słończewski                                         | 1546–1562     |
| Piotr Arciechowski                                          | 1562          |
| Dionizy Secygniowski                                        | 1563–1576     |
| Marcin Białobrzeski OCist                                   | 1577–1586     |
| Wawrzyniec Goślicki                                         | 1587–1590     |
| Stanisław Gomoliński                                        | 1590–1591     |
| Paweł Wołucki                                               | 1594–1607     |
| Jan Andrzej Próchnicki                                      | 1607–1614     |
| Adam Nowodworski                                            | 1615–1627     |
| Paweł Piasecki                                              | 1627–1641     |
| Andrzej Leszczyński                                         | 1641–1646     |
| Michał Erazm Działyński                                     | 1646–1663     |
| Jan Ludwik Stępkowski                                       | 1663–1664     |
| Zygmunt Czyżowski                                           | 1664–1666     |
| Albert Koryciński                                           | 1667–1670     |
| Wespazjan Lanckoroński                                      | 1670–1676     |
| Jan Czarnecki                                               | um 1677       |
| Stanisław Wojeński                                          | 1680–1685     |
| Jerzy Albrecht Denhoff                                      | 1686–1689     |
| Jan Chryzostom Gniński OCist                                | 1700–1716     |
| Stefan Bogusław Rupniewski                                  | 1716–1721     |
| Stanisław Józef Hozjusz                                     | 1722–1733     |
| Augustyn Wessel OCist                                       | 1733–1735     |
| Franciszek Antoni Kobielski                                 | 1736–1739     |
| Wacław Hieronim Sierakowski                                 | 1739–1742     |
| Mikołaj Dembowski                                           | 1742–1757     |
| Adam Stanisław Krasiński                                    | 1759–1795     |
| Jan Dembowski                                               | 1795–1809     |
| Franciszek Mackiewicz                                       | 1815–1842     |
| Mikołaj Górski                                              | 1853–1855     |
| Antoni Fijałkowski                                          | 1860–1872     |
| Kasper Borowski (Apostolischer Administrator)               | 1867–1883     |
| Ludwik Bartłomiej Brynk (Apostolischer Administrator)       | 1872–1874     |
| Szymon Marcin Kozłowski (Apostolischer Administrator)       | 1883–1891     |
| Cyryl Lubowidzki (Apostolischer Administrator)              | 1897–1898     |
| Bolesław Hieronim Kłopotowski (Apostolischer Administrator) | 1899–1901     |
| Karol Antoni Niedziałkowski (Apostolischer Administrator)   | 1901–1911     |
| Ignacy Dub-Dubowski (Apostolischer Administrator)           | 1916–1918     |
| Piotr Mańkowski                                             | 1918–1926     |
| Jan Świderski (Apostolischer Administrator)                 | 1926–1930     |
| Jan Olszański MIC                                           | 1991–2002     |
| Maksymilian Leonid Dubrawski OFM                            | 2002–2025     |
| Eduard Kawa OFMConv                                         | seit 2025     |